# 天主教詩巫教區
天主教詩巫教區（拉丁語：Dioecesis Sibuensis）是羅馬天主教的一個教區，位於馬來西亞砂拉越州中部，受古晉總教區管轄。
教區於1986年12月22日成立。教區於2010年時有109,944名教友（佔教區總人口13.9%）。教區有十一個堂區和十九名司鐸，現任教區主教為許德光。

## 歷任主教
1. 蘇孝洲（1986年12月22日－2011年12月24日）
2. 許德光（2011年12月24日至今）